# Wohnsiedlung Annastraße

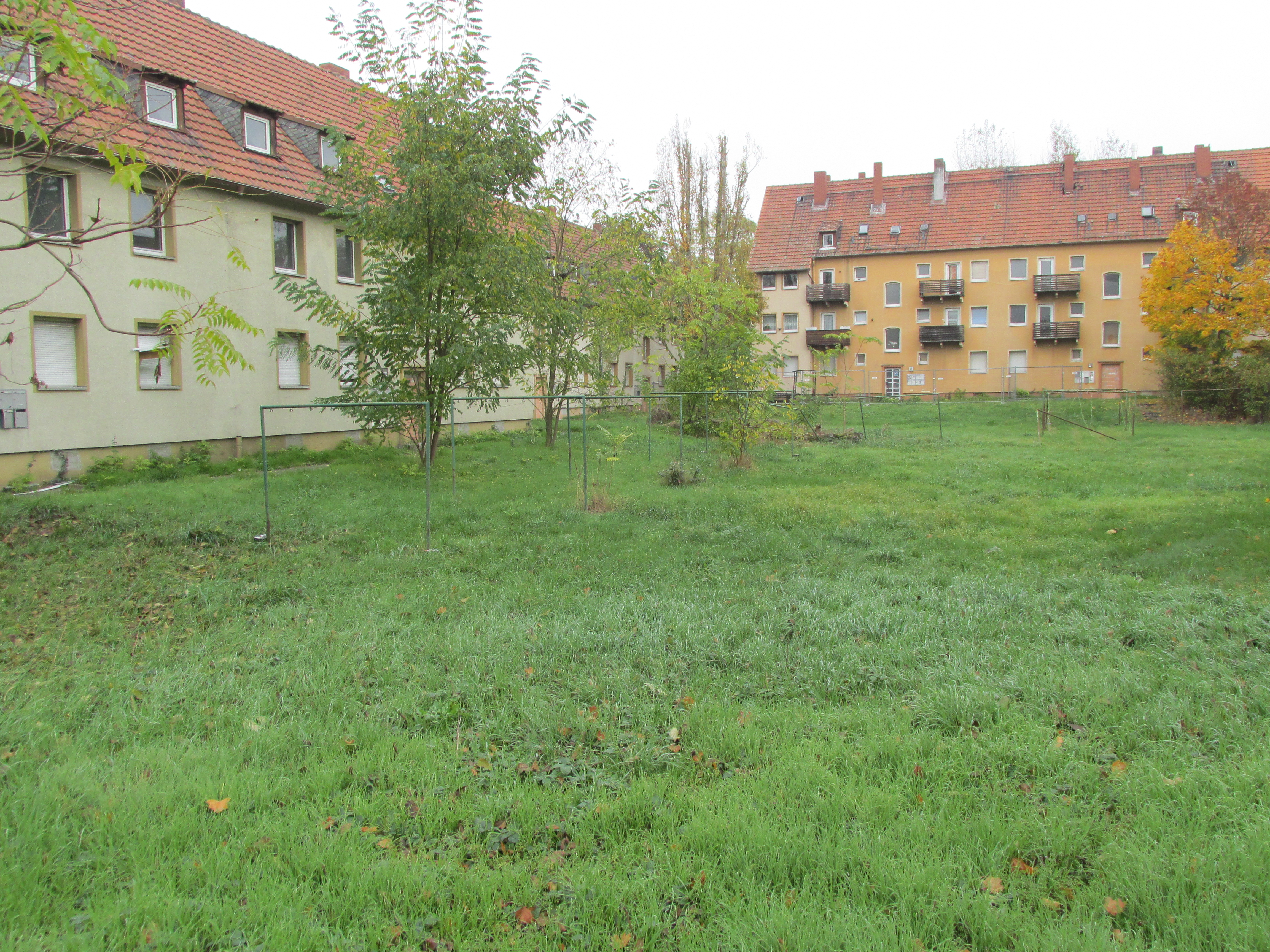

Die Wohnsiedlung Annastraße ist eine Wohnsiedlung in Hanau einer Stadt mit 96.786 Einwohnern (31. Dezember 2023) im Main-Kinzig-Kreis im hessischen Regierungsbezirk Darmstadt. Die Wohnsiedlung ist unter den heutigen Adressen Kinzigheimer Weg 7–13 und Kinzigheimer Weg 11–61 registriert, wobei nur die ungeraden Hausnummern Verwendung fanden.

## Lage
Die Wohnsiedlung befindet sich zwischen auf einem großen rechteckigen Areal das von dem nördlich angrenzenden Schienenvorfeld des Hanauer Hauptbahnhofs und den südlich angrenzenden Hafenanlagen des Hanauer Hafens eingegrenzt wird. Direkt gegenüber der Siedlung befindet sich die Zentrale des Versandhändlers Schwab Versand. Die drei- und zweigeschossigen Mehrfamilienhäuser sind von den Straßen Annastraße, Kinzigheimer Weg und Unterweg umgeben.

## Geschichte
Die Wohnsiedlung entstand im Jahr 1930 als Antwort auf die Architekturbewegung Neues Bauen, die nach der Ansicht der Architekten zu lieblosen Mietskasernen führte. Die Anordnung der Gebäude mit den weitläufigen Rasenflächen, die ehemals zum Trocknen der Wäsche angelegt und teilweise mit kleinen Treppenabgängen ausgestattet wurden, verleihen der Siedlung einen gartenstadtartigen Charakter. Im Zweiten Weltkrieg wurden einige der dreigeschossigen Zeilenbauten entlang der Annastraße teilweise zerstört, betroffen waren die Hausnummern 17/19, 25/27 und 31/33. Andere Gebäude der Siedlung wurden von den Bombardierungen verschont und die Siedlung blieb als eine der wenigen ihrer Art in Hanau erhalten.

## Heutige Situation
Die Wohnsiedlung wurde bis heute nie modernisiert und steht inzwischen größtenteils leer; viele Häuser sind völlig zugewuchert; im November 2015 betrug der Leerstand 83 Prozent. Die städtische Wohnungsbaugesellschaft verkaufte die Wohnsiedlung im Jahr 2009 an Investoren, die Besitzer wechselten seitdem mehrfach. Der Verkauf der Wohnsiedlung und des benachbarten Wohnkomplexes am Hafenplatz brachte der Stadt scharfe Kritik ein, insbesondere da es keine Mietpreisklausel gebe und so eine Luxussanierung drohe, dadurch werde der ohnehin schon knappe bezahlbare Wohnraum in Hanau noch knapper. Da auch nach acht Jahren keine Bemühungen zur Sanierung feststellbar sind, erwägt die Stadt Hanau eine Enteignung der gesamten Wohnsiedlung.
Der Versuch, die Sanierung der Wohnanlage im Wege der Ersatzvornahme durchzuführen, scheiterte jedoch am Verwaltungsgericht Frankfurt am Main. Daraufhin machte die Stadt Hanau von ihrem Vorkaufsrecht Gebrauch und erwarb die gesamte Wohnanlage. Hiergegen klagte der Eigentümer vor dem Landgericht Darmstadt; eine Entscheidung steht bisher noch aus.

### Denkmalstatus
Die „Wohnsiedlung Annastraße“ in Hanau ist im Denkmalverzeichnis des Landesamts für Denkmalpflege Hessen als Kulturdenkmal einer Gesamtanlage aus geschichtlichen Gründen eingetragen.